# Tumore del pene
Il tumore del pene è una neoplasia che cresce sulla pelle o nei tessuti del pene. Circa il 95% dei tumori del pene sono carcinomi a cellule squamose. Altri tipi di tumore del pene, come il carcinoma delle cellule Merkel, il carcinoma a piccole cellule, il melanoma e altri sono generalmente rari.

## Fattori di rischio

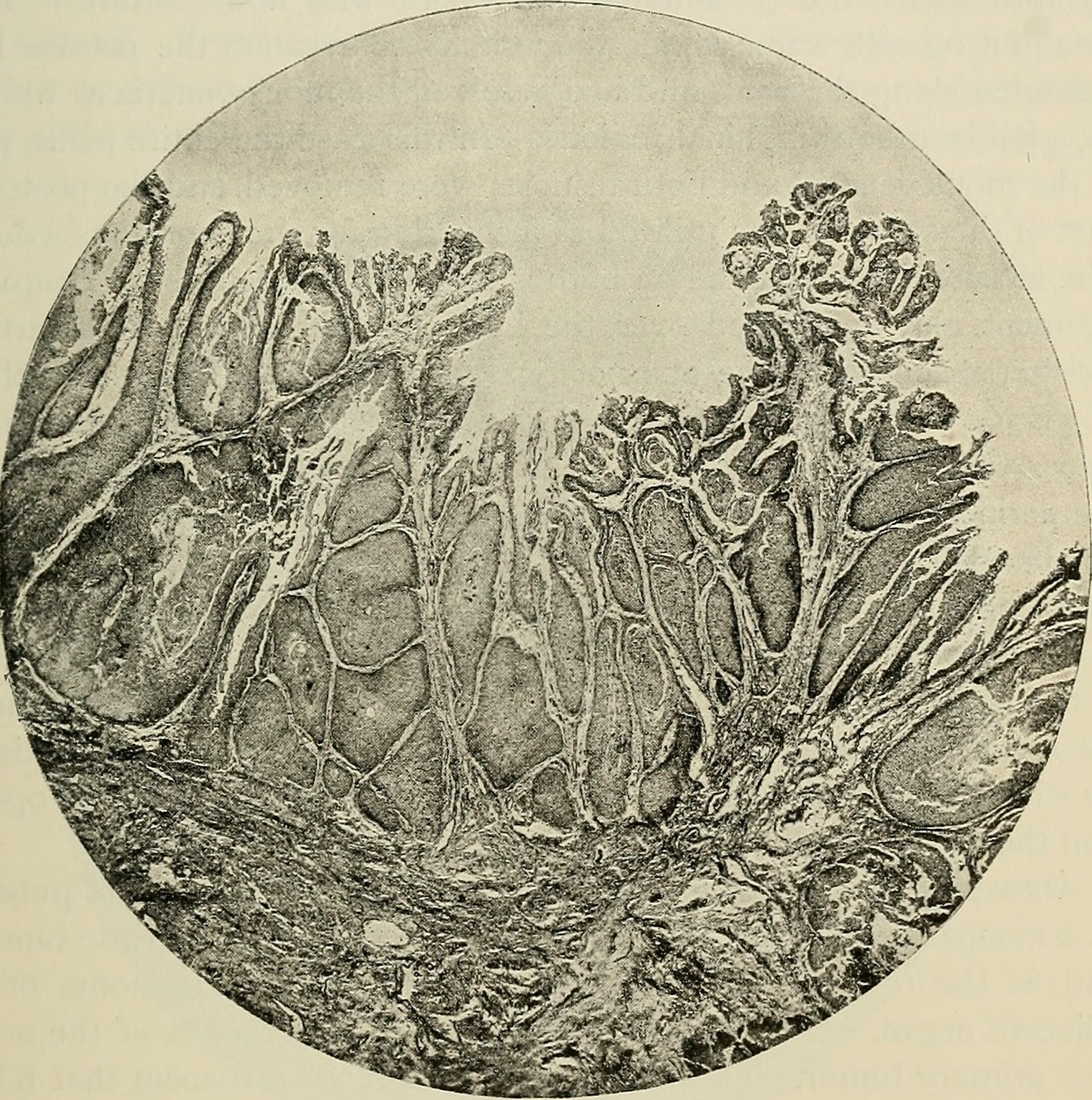

Le cause sono sconosciute, ma esistono dei fattori che ne determinano una maggiore insorgenza, quali la cattiva igiene genitale, eventualità che può essere aggravata dalla presenza del prepuzio, in quanto rende l'igiene meno agevole, difficoltà che aumentano in caso di restringimento dell’orifizio prepuziale.

## Trattamento
Esistono diverse metodologie per la cura di tale carcinoma:
- chirurgia
- radioterapia
- chemioterapia
- terapia biologica